# ルートヴィヒ・シュッテ
ルズヴィ・シュデ（Ludvig Schytte, 1848年4月28日, オーフス - 1909年11月10日, ベルリン）は、デンマークの作曲家、ピアニスト、教師。日本語の文献においては、姓をシュッテあるいはシッテと表記することが多い。

## 生涯
デンマークのオーフスに生まれたシュッテは、ニルス・ゲーゼとエドムント・ノイペルトの下で学んだ。1884年に、彼はドイツに赴きリストに弟子入りした。シュッテは1886年から1907年までウィーンに住み、その地で教えていた。そして人生最後の2年はベルリンでの教職生活に費やすことになる。
シュッテは元々、薬剤師になるための訓練を受けていた。彼は数多くのピアノ作品と共に、ピアノ協奏曲嬰ハ短調 Op.28やピアノソナタ変ロ長調を作曲した。また彼は2つのオペラを作曲している。"Hero"（1898年9月25日, コペンハーゲン）と"Der Mameluk"（1903年12月22日, ウィーン）である。彼の作曲した小品は、今日でもピアノ学習者の教育用練習曲として用いられている。

## 作品
ピアノ協奏曲 Op.28（1884年）には複数の音源があり、ダナコード（Danacord）レーベルのウェブサイトではオレグ・マルシェフの独奏による二楽章の中間部が視聴できる。また当曲の世界初録音は小川京子であり、オトマール・スウィトナー指揮と協演した音源がフォンテックより入手可能であった。